# Рязанцев, Александр Николаевич (актёр)
Алекса́ндр Никола́евич Ряза́нцев (род. 14 июля 1949, Железноводск, РСФСР, СССР) — советский и российский артист театра и кино. Заслуженный артист Российской Федерации (2004).

## Биография
В 1972 году окончил Ярославское театральное училище.
Играл в Костромском областном драматическом театре имени А. Н. Островского, ленинградском Театре юных зрителей, Петрозаводском русском драматическом театре, Таллинском русском драматическом театре, Ставропольском драматическом театре имени М. Ю. Лермонтова, Ленинградском областном Малом драматическом театре.
С 1987 года — актёр ленинградского Театра драмы и комедии (ныне — Санкт-Петербургский театр «На Литейном»).
Заслуженный артист РФ (2004).

### Рецензии
В рецензии на фильм «Сентенция» о Варламе Шаламове критик Антон Долин отметил, что «поразительный образ создан артистом Александром Рязанцевым». В Литературной Газете Валерий Есипов написал  следующее: «История ... крайне искажённо отражена в фильме. Сам Шаламов в исполнении Александра Рязанцева – единственное исключение в этом плане (ввиду поразительной похожести актёра на писателя), но всё, что сконструировано режиссёром, – насквозь фальшиво.»,  «Рязанцеву пришлось играть лишь бледную тень некогда могучего телом и духом автора “Колымских рассказов”».
В рецензии на постановку «Театральный роман» театра «На Литейном» отмечается, что «Александр Рязанцев превосходно сыграл типичного народного артиста — лауреата, депутата и члена всевозможный комиссий, а по совместительству закулисного кукловода труппы.».

## Работы в театре
- Кельвин — «Солярис», С. Лем (реж. Вадим Голиков)
- Человек в шлёпанцах — «Ремонт», М. Рощин (реж. Вадим Голиков)
- Евграф Живаго — «Тетрадь Юрия Живаго», Борис Пастернак (реж. Владимир Рецептер)
- Иуда — «Прощай, Иуда», И. Иредынский (реж. Вадим Голиков)
- Рыбаренко — «Упырь», А. Толстой (реж. Геннадий Тростянецкий, Владимир Глазков)
- Хумберт Хумберт — «Лолита», В. Набоков (реж. Геннадий Руденко)
- Герцог Олбанский — «Король Лир», В. Шекспир (реж. Геннадий Тростянецкий)
- Король Милон — «Ворон», Карло Гоцци (реж. Геннадий Тростянецкий)
- Андрей Прозоров — «Три сестры», А. Чехов (реж. Александр Галибин)
- Штрипс — «Арфа приветствия», М. Богомольный (реж. Александр Галибин)
- Бандит, Казачий атаман — «Кремлёвские куранты», А. Тигай (реж. Юрий Мамин)
- Доктор Хэрдал — «Строитель Сольнес», Г. Ибсен (реж. Владимир Туманов)
- Григорий Иванович Муромский, владелец усадьбы Прилучин — «Барышня-крестьянка», А. С. Пушкин (реж. Александр Петров)
- Михаил — «Вера. Надежда. Любовь» («Карамболь»), Юрий Князев (реж. Александр Галибин)
- Никодим Александрович — «Дуэль», А. П. Чехов (реж. Арсений Сагальчик)
- Хохол Рыбаренко — «Упырь», Алексей Толстой (реж. Геннадий Тростянецкий, Владимир Глазков)
- Сотрудник тайной криминальной полиции — «Гортензия в Париже! Гортензия свободна!», Дмитрий Ленский (реж. Геннадий Тростянецкий)
- Незнакомец — «Каштанка и цирк», А. Чехов (реж. Георгий Васильев)
- Капитан Длинныйчулок — «Пеппи Длинныйчулок», Астрид Линдгрен (реж. Михаил Левшин)
- Волшебник — «Волшебная шляпа», Туве Янссон (реж. Виктор Крамер)
- Эйнар — «Сыщик или Никто», Астрид Линдгрен (реж. Юрий Аникеев)
- Господин Физзуинг — «Святочный рассказ с привидениями», Ч. Диккенс (реж. Юрий Томошевский, 1997)
- Евгений Аполлонович Милонов — «Лес», А. Н. Островский (реж. Григорий Козлов, 1999)
- Никулин — «С любимыми не расставайтесь», Александр Володин (реж. Александр Галибин, 2002)
- Папа Карло — «Буратино», Алексей Толстой (реж. Светлана Свирко, 2003)
- Мосье Хамиль — «Вся жизнь впереди», Эмиль Ажар (реж. Анатолий Праудин, 2005)
- Большов Самсон Силыч, купец — «Банкрот», А. Н. Островский (реж. Наталья Леонова, 2007

## Роли в кино
- 1984 — Дом на дюнах — Фрэнк Кессилис
- 1988 — Физики — полицейский
- 1989 — Опасная зона (фильм-спектакль) — Ермаков
- 2001—2004 — Чёрный ворон — генерал-майор ФСБ
- 2001 — Бандитский Петербург. Фильм 3. Крах Антибиотика — Анатолий Васильевич, офицер УСБ ГУВД
- 2001 — Агент национальной безопасности-3 — Водорезов
- 2002 — Улицы разбитых фонарей-4 — Игорь Петрович Дерюгин, криминальный авторитет «Плуг»
- 2002 — Убойная сила-4 — Головко
- 2002 — Агентство НЛС-2 — жертва рэкетира (нет в титрах)
- 2002 — Агентство «Золотая пуля» — Васильченко, подполковник
- 2003 — Чужое лицо — Михаил Иванович, следователь
- 2003 — Удачи тебе, сыщик — генерал Семенов
- 2003 — Любовь императора — Михайлов
- 2003 — Бедный, бедный Павел — Леонтий Иванович Депрерадович, генерал Семеновского полка, заговорщик
- 2005 — Фаворит — Петр Пассек
- 2005 — Мастер и Маргарита — шофёр
- 2005 — Господа присяжные — телеграфист
- 2005 — Большая прогулка
- 2006 — Столыпин... Невыученные уроки — Крыжановский
- 2006 — Секретная служба Его Величества — Мстиславский
- 2006 — Коллекция — сосед Зуева по палате в больнице в Риме
- 2007 — Попытка к бегству — Павел Валерьевич Грач, начальник криминальной милиции
- 2007 — Опера. Хроники убойного отдела — милиционер
- 2007 — Мушкетёры Екатерины — лорд Бекингем
- 2007 — Маршрут — командир партизанского отряда
- 2007 — Ленинград — эпизод
- 2007 — Дюжина правосудия — полковник
- 2008 — Эра Стрельца — 2 — Аронов, подполковник ФСБ
- 2008 — Александр. Невская битва — старшина Пелгусий, дозорный
- 2009 — Цвет пламени — Георгий Матвеевич
- 2009 — Улицы разбитых фонарей-10 — Юрий Петрович
- 2009 — Отставник — Расторгуев
- 2009 — Морские дьяволы — 3 — Николаев
- 2009 — Анна Каренина — эпизод
- 2010 — Последняя встреча — преподаватель спецшколы КГБ
- 2010 — Отставник-2 — генерал Расторгуев
- 2010 — Дорожный патруль — 4 — Шанц
- 2010 — Гаишники — сотрудник банка
- 2010 — Военная разведка. Западный фронт — Седов, парторг
- 2011 — Часы любви — Вячеслав Григорьевич, профессор-египтолог
- 2011 — Распутин (Raspoutine, Франция) — великий князь Николай Николаевич
- 2011 — Отставник-3 — Расторгуев, генерал
- 2011 — Защита свидетелей — Леонид Сергеевич Зимин, судья
- 2012 — Хвост — Валентин Эдуардович, тренер
- 2013 — Пепел — майор
- 2013 — Отель «Президент» — Александр Владимирович Дуров, генерал-полковник
- 2013 — Лекарство против страха — Геннадий Тимофеевич Потеев, акционер компании «Медолек»
- 2013 — Крик совы — Герасимов, генерал госбезопасности
- 2013 — Задания особой важности. Операция «Тайфун» — генерал-майор Куров
- 2015 — Спасайся, брат! — старец Георгий
- 2015 — Марафон для трёх граций — Василий Аполлинарьевич Платицын, антиквар
- 2015 — Ленинград 46 — отец Веры
- 2016 — Такая работа — Фёдор Иванович Фетисов
- 2016 — Наше счастливое завтра — Алексей Викторович (Бетон), криминальный авторитет
- 2017 — Троцкий — профессор
- 2017 — Мата Хари (Mata Hari, Португалия) — Николай Александрович Лохвицкий, генерал
- 2017 — Крылья империи
- 2018—2020 — Реализация — дядя Лёва
- 2020 — Сентенция — Варлам Шаламов
- 2022 — Саша — дедушка Саши